# Vaie
Vaie is een gemeente in de Italiaanse provincie Turijn (regio Piëmont) en telt 1413 inwoners (31-12-2004). De oppervlakte bedraagt 7,1 km², de bevolkingsdichtheid is 199 inwoners per km².

## Demografie
Vaie telt ongeveer 605 huishoudens. Het aantal inwoners steeg in de periode 1991-2001 met 20,3% volgens cijfers uit de tienjaarlijkse volkstellingen van ISTAT.
| Jaar | Inwoneraantal |
| ---- | ------------- |
| 1991 | 1123          |
| 2001 | 1351          |

## Geografie
Vaie grenst aan de volgende gemeenten: Condove, Sant'Antonino di Susa, Chiusa di San Michele en Coazze.

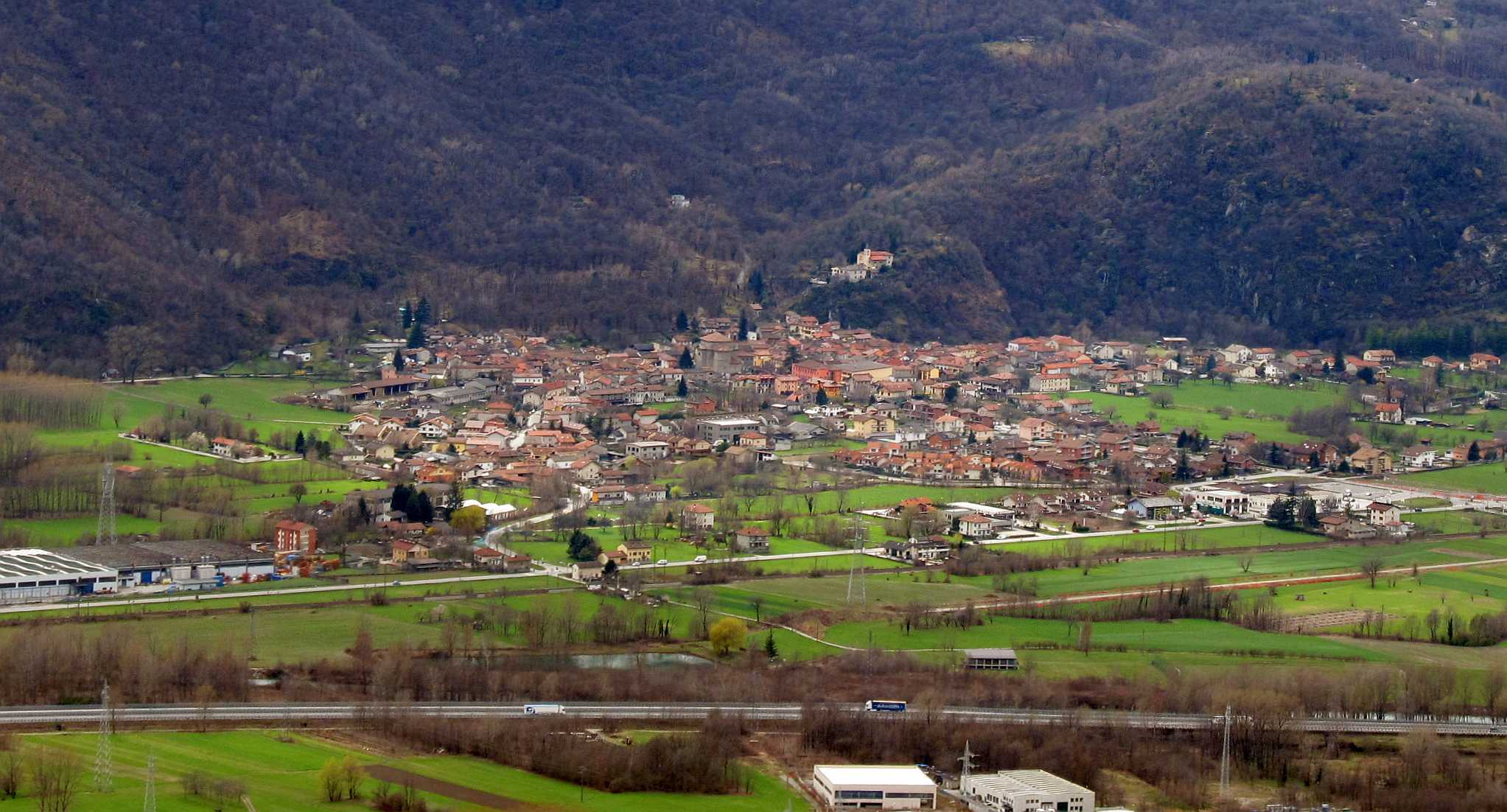

1. ↑  https://demo.istat.it/?l=it.